# Kleve (Renania Settentrionale-Vestfalia)
Kleve (Kleff nel dialetto locale, Kleef in olandese) è una città di 52 470 abitanti della Renania Settentrionale-Vestfalia, in Germania.
È il capoluogo, e il centro maggiore, del circondario omonimo.
Kleve possiede lo status di "Media città di circondario" (Mittlere kreisangehörige Stadt).
Fu capitale del Ducato di Kleve, che ebbe una storia illustre.

## Storia
La città dette il nome ad uno stato del Sacro Romano Impero.
Il ducato di Kleve (Cleve) fece parte del circolo di Vestfalia, ed era posto sulle due rive del basso Reno. Già contea dall'XI secolo, divenne ducato sovrano nel 1417; i suoi sovrani furono molto legati agli indirizzi politici dei vicini ducati di Juelich, Berg e Gheldria e la contea della Mark (in unione personale dal 1368). 
Famoso sovrano fu Johann III il pacifico, reggente dei ducati di Juelich, Kleve e Berg dal 1521, e signore di Ravensburg nel 1528. 
La sua politica equilibrata nel trovare una linea di accordo tra cattolici e protestanti, lo rese famoso e fu portato come esempio di sovrano equilibrato ed equo verso i sudditi. 
Ebbe come figlie la principessa Sibilla, poi sposa di Johann Friedrich, elettore di Sassonia e capo della riforma protestante ed Anna, che sposò Enrico VIII d'Inghilterra.
Nel 1521 i duchi ereditarono anche Juelich e Berg costituendo un unico stato. 
Nel 1609 con la morte dell'ultimo duca scoppiò la guerra di successione del ducato, finché venne diviso tra gli elettori del Palatinato Neuburg, che ebbero Juelich e Berg, e del Branburgo che acquistò Kleve e la Mark (1614). 
Occupato in gran parte dalle truppe olandesi dal 1672, Kleve dopo l'occupazione francese nella guerra dei sette anni (1757-62), tornò definitivamente al Brandeburgo-Prussia, fino alle annessioni francesi del 1795-1805, facendo parte del Granducato di Berg fino al 1811.

## Geografia antropica
Appartengono alla città di Kleve le frazioni di Bimmen, Brienen, Donsbrüggen, Düffelward, Grieth, Keeken, Kellen, Materborn, Reichswalde, Rindern, Salmorth, Schenkenschanz, Warbeyen e Wardhausen.